# Винесення Марени

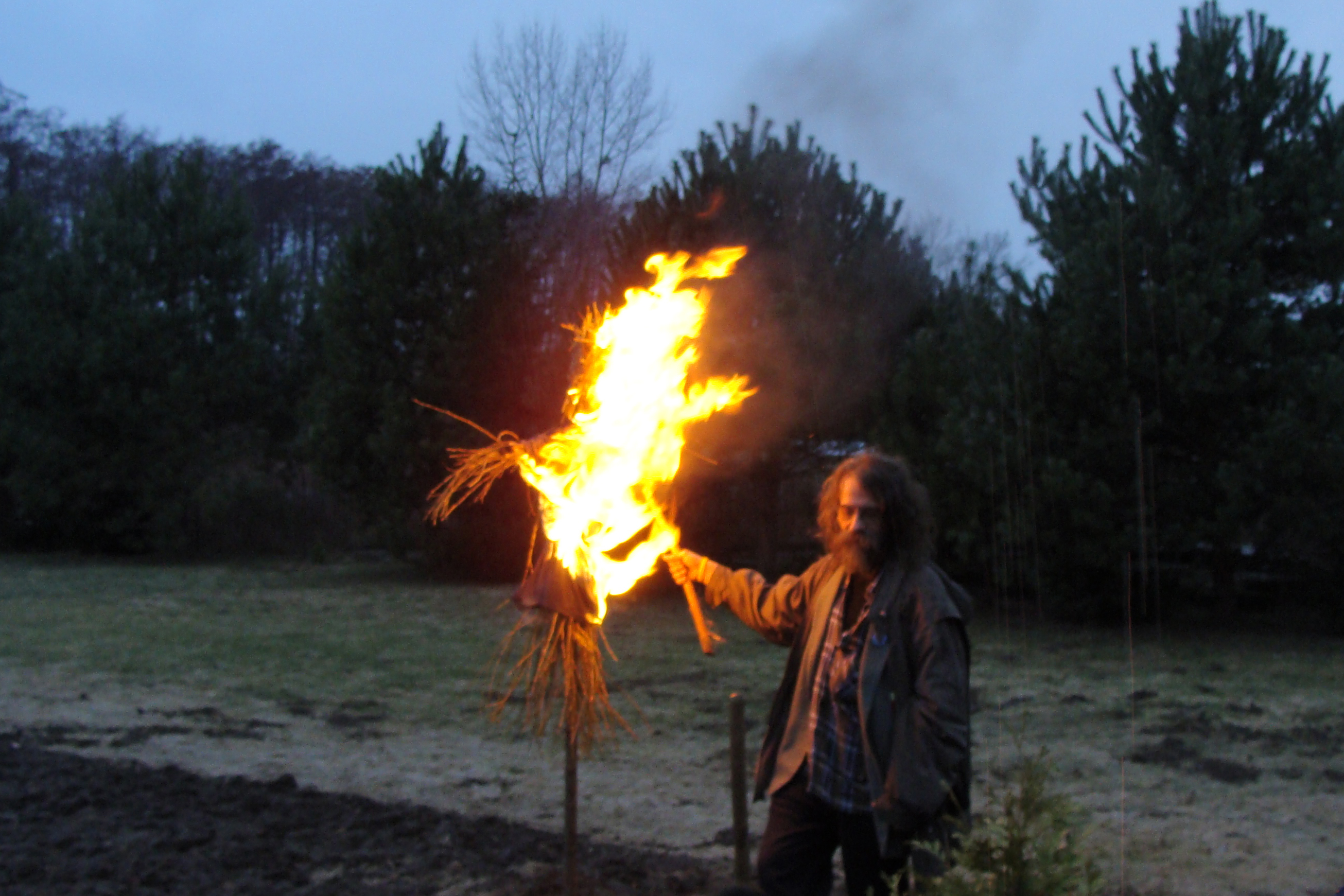
Спалення Марени

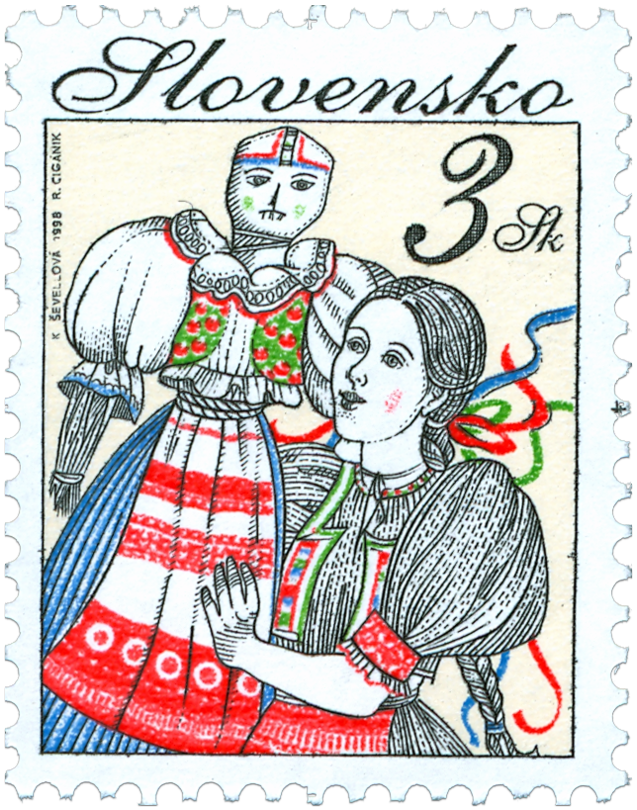
Словацька марка, присвячена Винесенню Марени

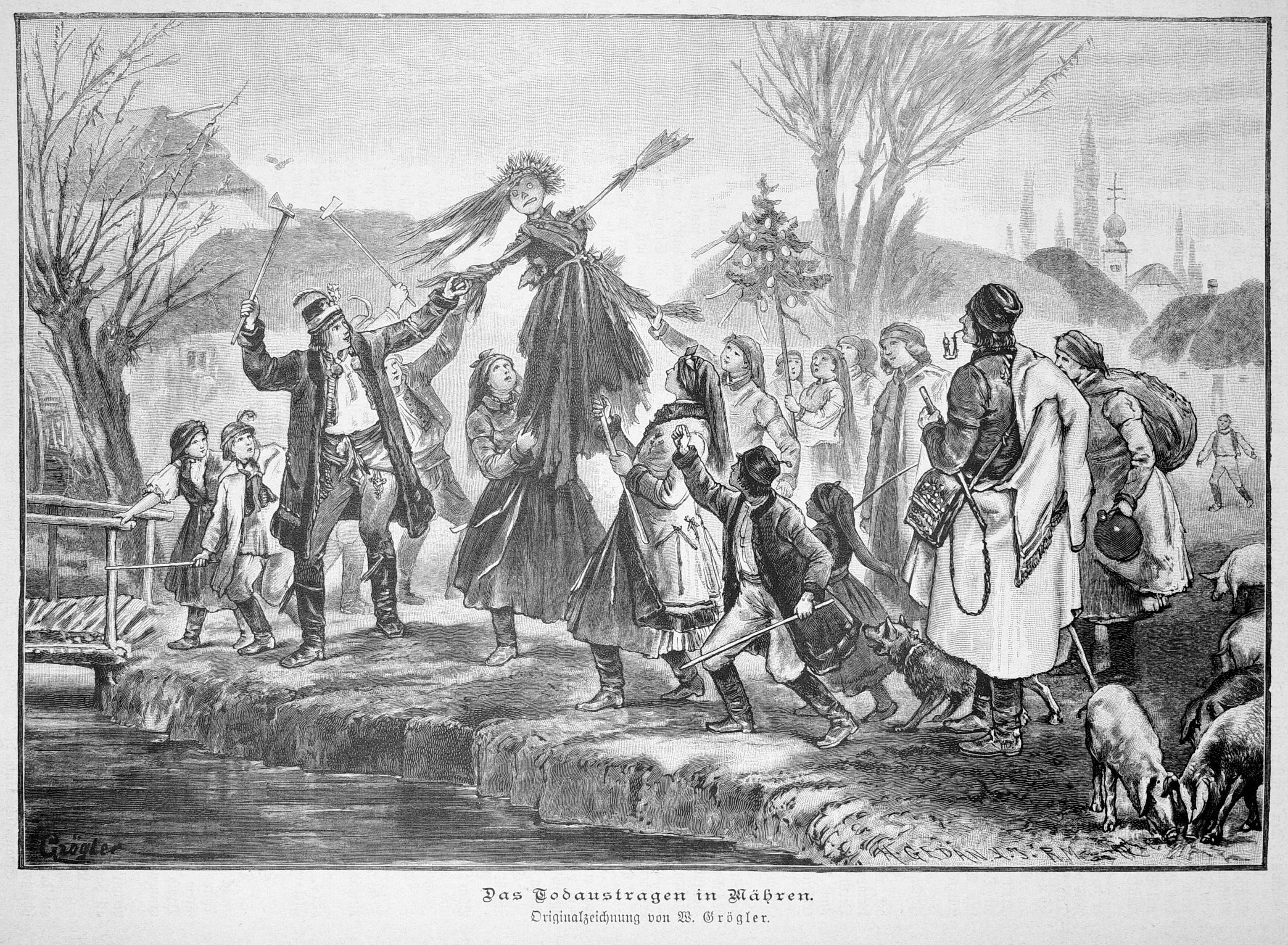
Символічне вигнання зими, Моравія, 1887

Винесення Марени (пол. Jare Święto, Jare Gody, Topienie Marzanny; чеськ. Vítání jara, Vynášení smrti; словац. Vynášanie Moreny) — у слов'янській культурі кількаденний обрядовий цикл, пов'язаний із завершенням зими та початком весняної пори.
Період звичаїв та обрядів, відомих ще з дохристиянської народної культури слов'ян, розпочинав процес підготовки до символічних проводів зими, що полягав у потопленні або спаленні солом'яного опудала — Марени. Зазвичай це відбувалося ближче до весняного рівнодення, яке припадає на 21 березня. Дійство супроводжується вправами з нагайкою, помахами брязкалом, співами та грою на музичних інструментах.
Наступний цикл обрядів присвячений зустрічі весни, він міг тривати до першої повні весняного рівнодення. Для пришвидшення приходу весни та сонячних днів на пагорбах розпалювали вогнища. Молоді люди відправлялися на луки та у ліси на пошуки гілок верби та ліщини, з яких потім робили віники. Для того, щоби видворити зло, яке давно «засіло» в хаті, її очищували та провітрювали, а одяг прали та розкладали. У кожному закутку домогосподарства розкладали зілля. Також випікали калачі. Найважливішим праслов'янським звичаєм було фарбування яєць — це мало принести в оселю енергію та радість життя, а також забезпечити врожай та успіх на весь весняний вегетаційний період.
Кульмінаційними подіями зазвичай були урочистості, під час яких організовували ігрища зі співами й танцями, а також дарували одне одному крашанки. Наступний день розпочинався з обливання святою водою. Також виконувався ритуал, що полягає у символічному битті одне одного віниками, на яких уже є зелене листя (пол. Śmigus). Пізніше обидва ритуали, пов'язані з обливанням та «побиттям» віниками та які мають на меті очищення та набуття сили й здоров'я, об'єдналися у нині відомий Поливаний понеділок (пол. Śmigus Dyngus). Увечері відвідували могили пращурів, на яких залишали їжу та згадували про померлих.
У Чехії та Словаччині свято починається у п'яту неділю Великого посту — Смертну неділю (чеськ. Smrtná neděle).

## Особливості головного обряду
Зазвичай Марена мала жіночий вигляд; готували її, наряджали та носили по селу дівчата. У деяких районах Чехії, Словаччини та півдня Польщі разом з жіночим робили й чоловіче опудало, яке, в свою чергу, носили хлопці; воно мало ряд назв — Маржак (чеськ. Mařak), Смртяк (чеськ. Smrťák), Дедко (словац. Dedko) та ін. У чеській Сілезії його наряджали у кожух та шапку з баранячого хутра, клали на коліна мітлу та возили по селу на візку.
У Польщі група хлопців обходила подвір'я із солом'яним опудалом Смерті, після чого до села начебто заходив Христос. Жителі гірських та передгірських районів при цьому співали: пол. Szła smiertoczka z miasta, pan Jezus do miasta.
В Україні на День Євдокії носять по селах опудало, вдягнене у жіночу сукню, яке має назву Марена або Мара. Його проводжає натовп дітей, хлопців, дівчат та молодиць, при цьому голосно співаючи. Мареною в Україні називали також купальське дерево, прикрашене вінками, квітами, намистом та стрічками. Біля нього ставили солом'яну ляльку, одягнену в жіночу сорочку, — Купало. Коли дівчата співали та стрибали через вогнище, хлопці викрадали в них Марену, після чого шматували її та розкидали або топили у воді. Фрагменти розірваної Марени дівчата відносили на город для підвищення родючості.